# Anomphax
Anomphax là một chi bướm đêm thuộc họ Geometridae.

## Các loài
- Anomphax gnoma
- Anomphax virescentaria